# Washington Shirley
Pour les articles homonymes, voir Shirley.
Washington Shirley (26 mai 1722 – 1er octobre 1778), 5e comte Ferrers, est un officier de la Royal Navy britannique qui est aussi astronome amateur, membre de la Royal Society, franc-maçon et pair de Grande-Bretagne.

## Biographie
Washington Shirley est le second fils de Laurence Shirley (lui-même quatrième fils de Robert Shirley, 1er comte Ferrers) et de sa femme, Anne. Vers 1738, il rejoint les rangs de la Royal Navy où il atteint les grades de sous-lieutenant en 1741, de premier-lieutenant en 1746 et de post-captain peu après.
Il commande le HMS Temple durant la bataille des Cardinaux, le 20 novembre 1759.
Deux semaines après l'exécution de son frère Laurence, 4e comte, en 1760, Washington lui succède à la Chambre des lords (en tant que nouveau comte Ferrers) et en 1763, George III lui accorde les terres familiales précédemment confisquées à son frère en châtiment de ses crimes (à la très grande surprise de Casanova, alors à Londres) et il commence à transformer le domaine familial de Staunton Harold Hall, dans le Leicestershire. Plus tard il fut promu contre-amiral, en 1771, puis vice-amiral, en 1775.
Le comte est féru d'astronomie et possédait son propre planétarium. En 1761, il est élu à la Royal Society pour son travail sur les observations du transit de Vénus. Il achète le tableau de Joseph Wright of Derby intitulé Philosophe faisant un exposé sur le planétaire dans lequel le soleil est remplacé par une lampe, où on a vu en lui le modèle du personnage de droite. Il héberge alors Peter Perez Burdett (le personnage de gauche) et il a lui-même assisté à une conférence de James Ferguson, qui utilise un planétaire dans ses démonstrations. Le tableau est aujourd'hui visible au musée de Derby.
Washington Shirley est mort en 1778 à Chartley Manor Place, dans le Staffordshire, et est enterré à Staunton Harold. Comme il n'a pas d'enfant de sa femme, ses titres et domaines sont transmis à son plus jeune frère, Robert.
Franc-maçon, il est grand maître de la première Grande Loge d'Angleterre de 1762 à 1764.